# Howard Beach (Queens)
Howard Beach est un quartier de la municipalité de New York, situé dans l'arrondissement du Queens.

## Situation
Ce quartier se trouve sur le littoral nord de la baie de Jamaica. Il est riverain de l'aéroport JFK et d'Ozone Park, dans le Queens, ainsi que de Spring Creek (en) à Brooklyn.
Il est desservi notamment par la station Howard Beach-JFK Airport (en) où passent l'IND Rockaway Line du métro de New York et la navette AirTrain JFK.
Outre Howard Beach proprement dit qui se situe à l'est du Cross Bay Boulevard, le quartier englobe
Lindenwood, au nord-ouest du Belt Parkway, ;
Rockwood Park, proche du Spring Creek Park (en) et de Brooklyn[réf. souhaitée] ;
Howard Park, à l'ouest du Cross Bay Boulevard[réf. souhaitée] ;
Ramblersville, dans l'angle nord-est du bassin Hawtree, le long de la voie ferrée, et
Hamilton Beach, au sud-est,.

## Démographie
Au recensement de 2010, l'ensemble du quartier compte 26 148 habitants, en baisse de 7 % comparés au recensement de 2000, avec une densité de population de 17,8 personnes par acre et une superficie de 1 472 acres (environ 5,96 km2 et 4 390 personnes par km2).
En 2021, il y aurait 4 783 habitants à Lindenwood et 14 178 habitants dans le reste du quartier[réf. à confirmer]. Ce quartier est réputé pour être assez conservateur et peu ouvert aux différences.

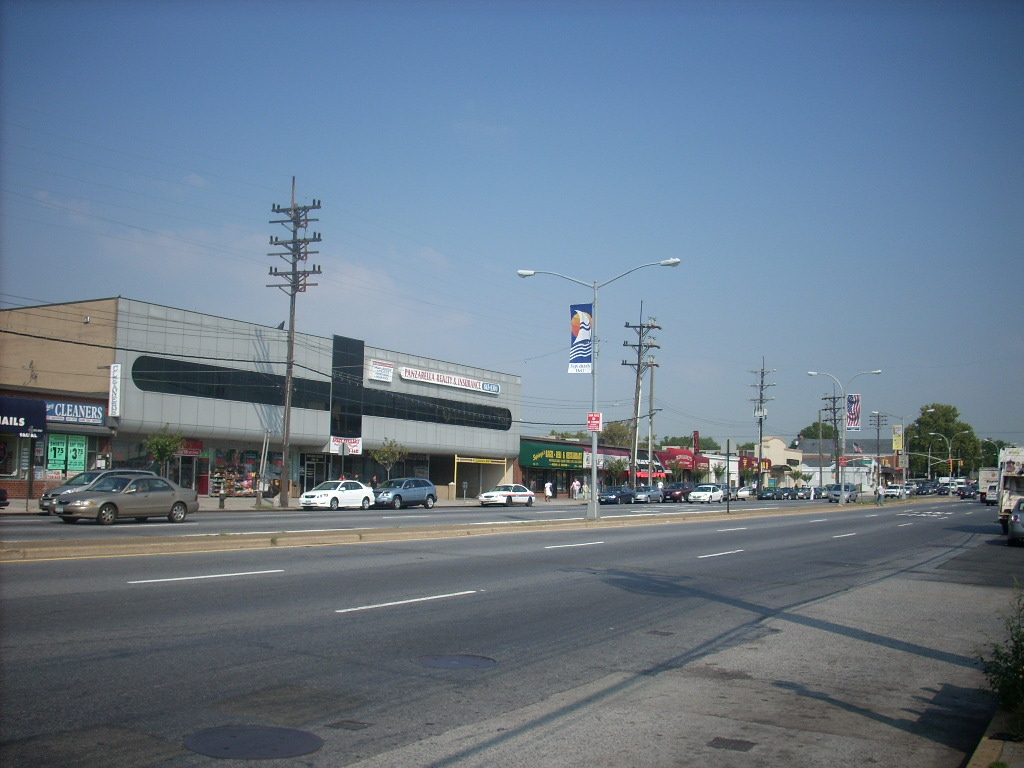
Cross Bay Boulevard à Howard Beach.
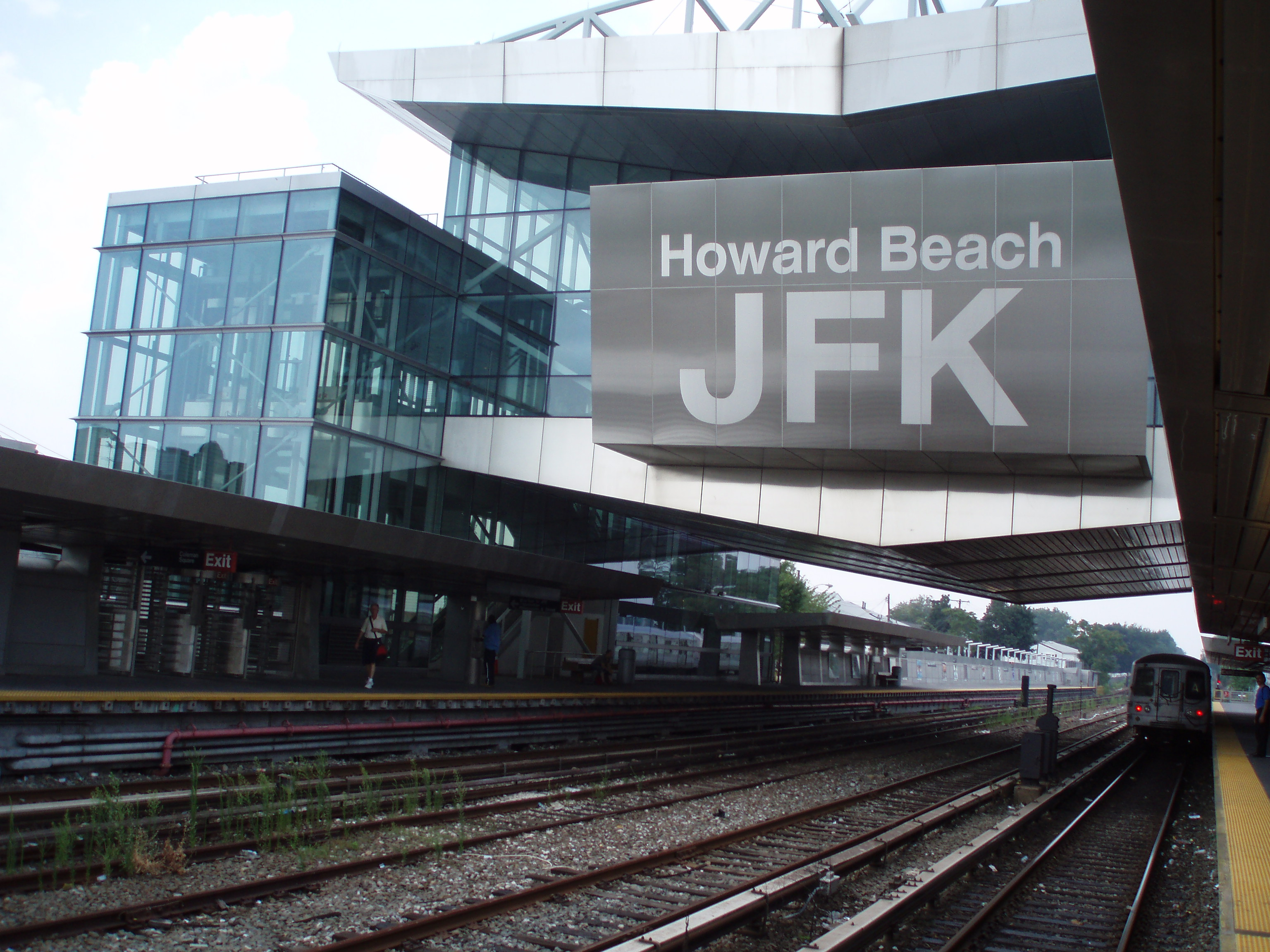
Gare Howard Beach JFK.
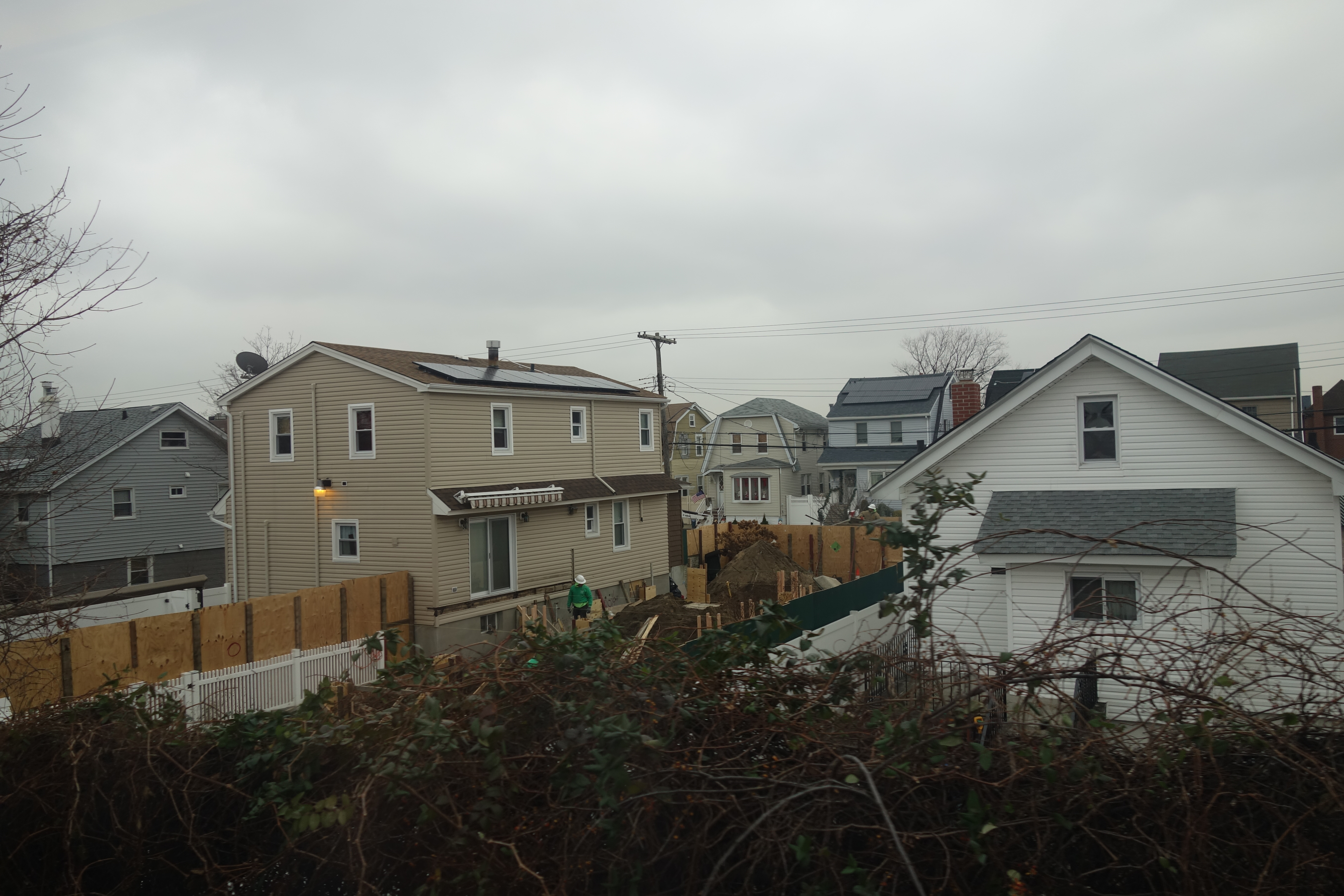
Maisons vues du train.
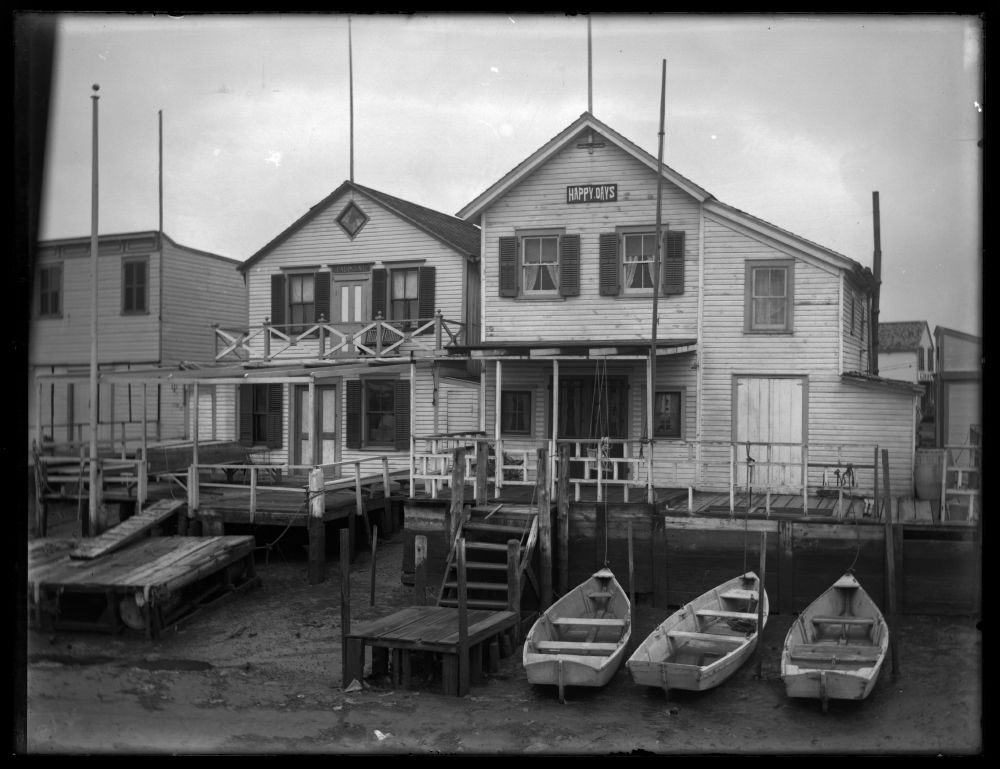
Ramblersville vers 1900.
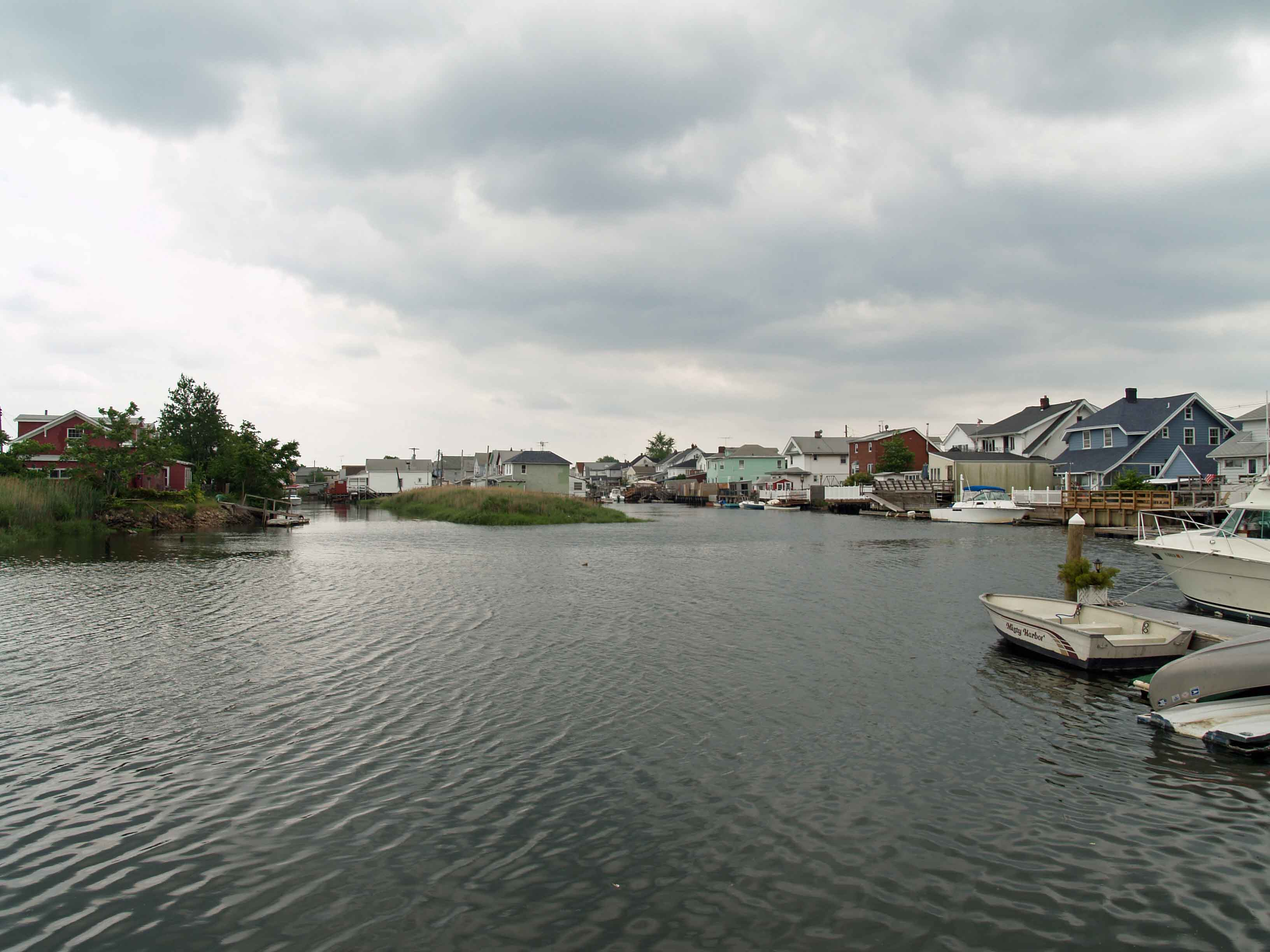
Vue du bassin Hawtree en 2007.
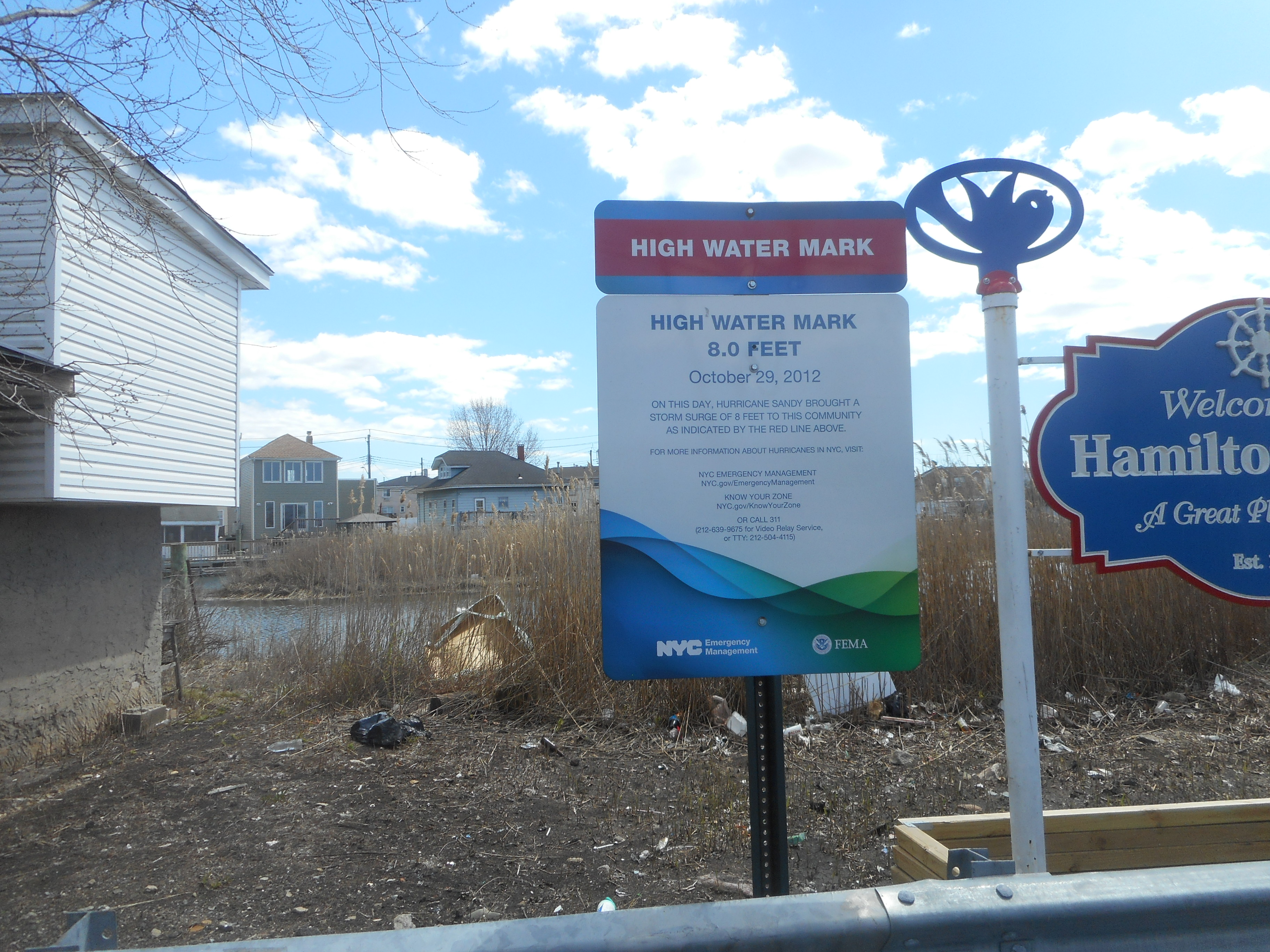
Panneau à Hamilton Beach rappelant le passage de l'ouragan Sandy.